# Sân vận động Mohammed V
Sân vận động Mohammed V (tiếng Ả Rập: ملعب محمد الخامس, tiếng Pháp: Stade Mohammed V) là một phần của Khu liên hợp thể thao Mohammed V (tiếng Ả Rập: المركب الرياضي محمد الخامس) nằm ở trung tâm thành phố Casablanca, Maroc, ở phía tây của khu phố Maârif.
Số lượng khán giả kỷ lục của sân vận động là 100.000 người.
Sân thường tổ chức các trận đấu của đội tuyển bóng đá quốc gia Maroc, Sân vận động Mohammed V được biết đến như sân nhà của Wydad Casablanca và Raja Casablanca. Sân được đặt theo tên của Vua Mohammed V của Maroc.

## Lịch sử

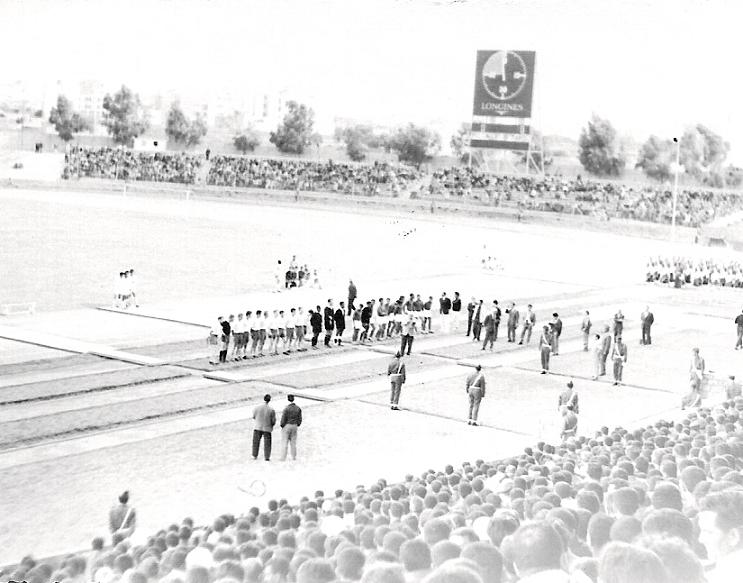
Sân vận động tại Đại hội Thể thao Liên Ả Rập 1961

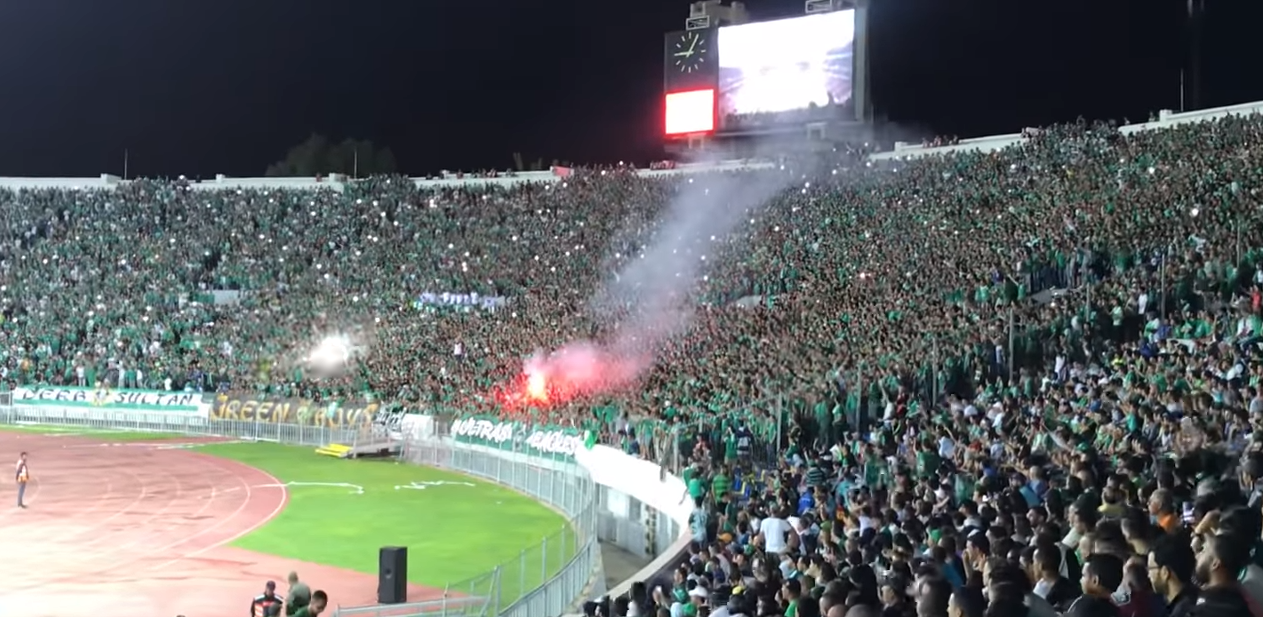
Khán đài Magana

Vào ngày 6 tháng 3 năm 1955, sân vận động được khánh thành dưới cái tên Sân vận động Marcel Cerdan để ám chỉ võ sĩ người Pháp, với sức chứa 30.000 người. Năm sau, sau khi Maroc độc lập, sân được lấy tên là Sân vận động Honneur.
Vào cuối những năm 1970, để chuẩn bị cho Đại hội Thể thao Địa Trung Hải 1983 được tổ chức tại Casablanca, sân vận động đã đóng cửa để tiến hành một cuộc đại tu bổ; với việc tăng thêm sức chứa chỗ ngồi, lắp đặt bảng điều khiển điện tử, và xây dựng nhà thi đấu và bể bơi có mái che xung quanh sân vận động, sân đã mở cửa trở lại vào năm 1981 với tên hiện tại là Sân vận động Mohammed V.
Ngày nay, khu liên hợp này có sân vận động, phòng tập thể dục trong nhà với sức chứa 12.000 người, hồ bơi đạt chuẩn Olympic với sức chứa 3.000 người, trung tâm truyền thông rộng 650 m², phòng hội thảo, phòng họp, trung tâm chăm sóc và chống -doping trung tâm.
Sân vận động Mohammed V tọa lạc ngay tại trung tâm thành phố Casablanca, sân bay quốc tế Casablanca cách sân vận động 25 km và ga tàu Casa-Voyageurs cách sân vận động 5 km. Sân vận động có bãi đậu xe với sức chứa 1.000 xe.
Vào thời điểm mùa giải 2006-2007, sân vận động đã đóng cửa và mở cửa trở lại vào tháng 4 năm 2007. Hiện tại sân vận động này có mặt sân cỏ bán nhân tạo đạt tiêu chuẩn cao.

## Các giải đấu quốc tế
Khu liên hợp tổ chức các giải đấu sau:
- Đại hội Thể thao Địa Trung Hải 1983
- Cúp bóng đá châu Phi 1988
- Giải vô địch quyền Anh nghiệp dư châu Phi 2015